# Ругатіно (Гагарінський район)
Ругатіно (рос. Ругатино) — присілок Гагарінського району Смоленської області Росії. Входить до складу Кармановського сільського поселення.
Населення — 20 осіб (2007 рік). 